# Piotrkowska Fabryka Mebli
Piotrkowska Fabryka Mebli (PFM) – przedsiębiorstwo z branży meblarskiej z siedzibą w Piotrkowie Trybunalskim, działające w latach 1951–2013.

## Historia
W 1951 r. zarządzeniem Ministra Przemysłu Lekkiego utworzono przedsiębiorstwo państwowe pod nazwą Piotrkowskie Zakłady Przemysłu Drzewnego. W skład fabryki weszły spółka „Dornbush i Fisher” (obecna siedziba Spółki) oraz „Zakład Kopydłowskich” zajmujących się różnorodną produkcją drzewną. Od tego czasu zapoczątkowany został wieloletni proces modernizacji zakładów. W roku 1958 Piotrkowskie Zakłady Drzewne włączono do Zjednoczenia Przemysłu Meblarskiego w Poznaniu, a całej organizacji nadano nazwę Piotrkowska Fabryka Mebli. Wtedy też nastąpiła wyraźna specjalizacja fabryki w produkcji mebli skrzyniowych.
Od roku 1968 fabryka zaczęła rozszerzać swą działalność na rynki zachodnie podejmując produkcję kilku modeli stołów na eksport do Szwecji. Jednocześnie fabryka utrwalała swą dotychczasową pozycję na rynkach wschodnich. W roku 1977 nastąpiło połączenie Piotrkowskiej Fabryki Mebli z Zakładami Przemysłu Meblarskiego w Radomsku, jednak w 1981 r. Minister Przemysłu i Handlu przywrócił Piotrkowską Fabrykę Mebli do postaci, w jakiej funkcjonowała przed 1977 r. Lata osiemdziesiąte stanowiły dla fabryki okres dynamicznego rozwoju produkcji eksportowej na wymagające rynki zachodnie – początkowo do Włoch i Anglii, a od 1983 r. również do USA i ponownie do Szwecji. Odtąd też rynek szwedzki stał się jednym z najistotniejszych odbiorców mebli produkowanych przez Fabrykę. W latach 90. XX w. zmiana ustroju gospodarczego wymogła przeprowadzenie wielu zmian organizacyjnych: w 1994 roku przekształcono państwową Piotrkowską Fabrykę Mebli w jednoosobową spółkę Skarbu Państwa, a w ramach Programu Powszechnej Prywatyzacji we wrześniu 1995 r. akcje spółki wniesiono do Narodowych Funduszy Inwestycyjnych. Większościowy pakiet akcji spółki został objęty przez IV Narodowy Fundusz Inwestycyjny im. E. Kwiatkowskiego. Następnie, w styczniu 1998 roku, wraz ze spółką Gdański Przemysł Drzewny S.A. spółka weszła w skład Grupy Kapitałowej kierowanej przez Zakłady Mebli Giętych Fameg S.A.
We wrześniu 2003 roku dotychczasowa Piotrkowska Fabryka Mebli S.A. utworzyła nowy podmiot – spółkę-córkę pod nazwą PFM Sp. z o.o., która bazując na tradycjach meblarskich i bazie klientów Piotrkowskiej Fabryki Mebli S.A. oraz doświadczeniu zawodowym jej pracowników przejęła całość działalności operacyjnej. Od marca 2004 r. PFM Sp. z o.o. była w pełni samodzielnym, prywatnym podmiotem gospodarczym.
W 2013 roku Sąd Rejonowy w Piotrkowie Trybunalskim postanowił o ogłoszeniu upadłości likwidacyjnej Piotrkowskiej Fabryki Mebli. Latem tegoż roku fabryka została wyburzona.

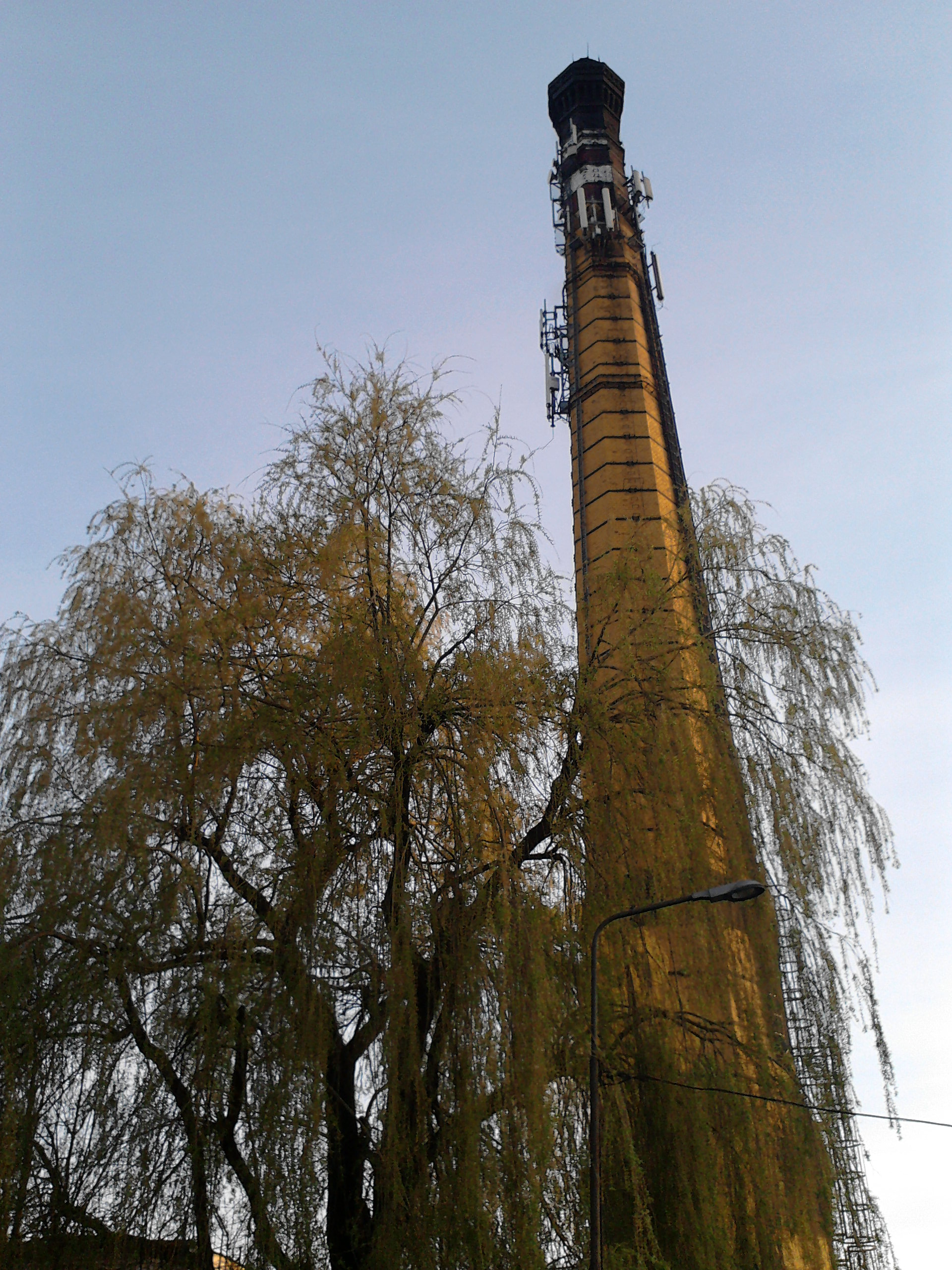
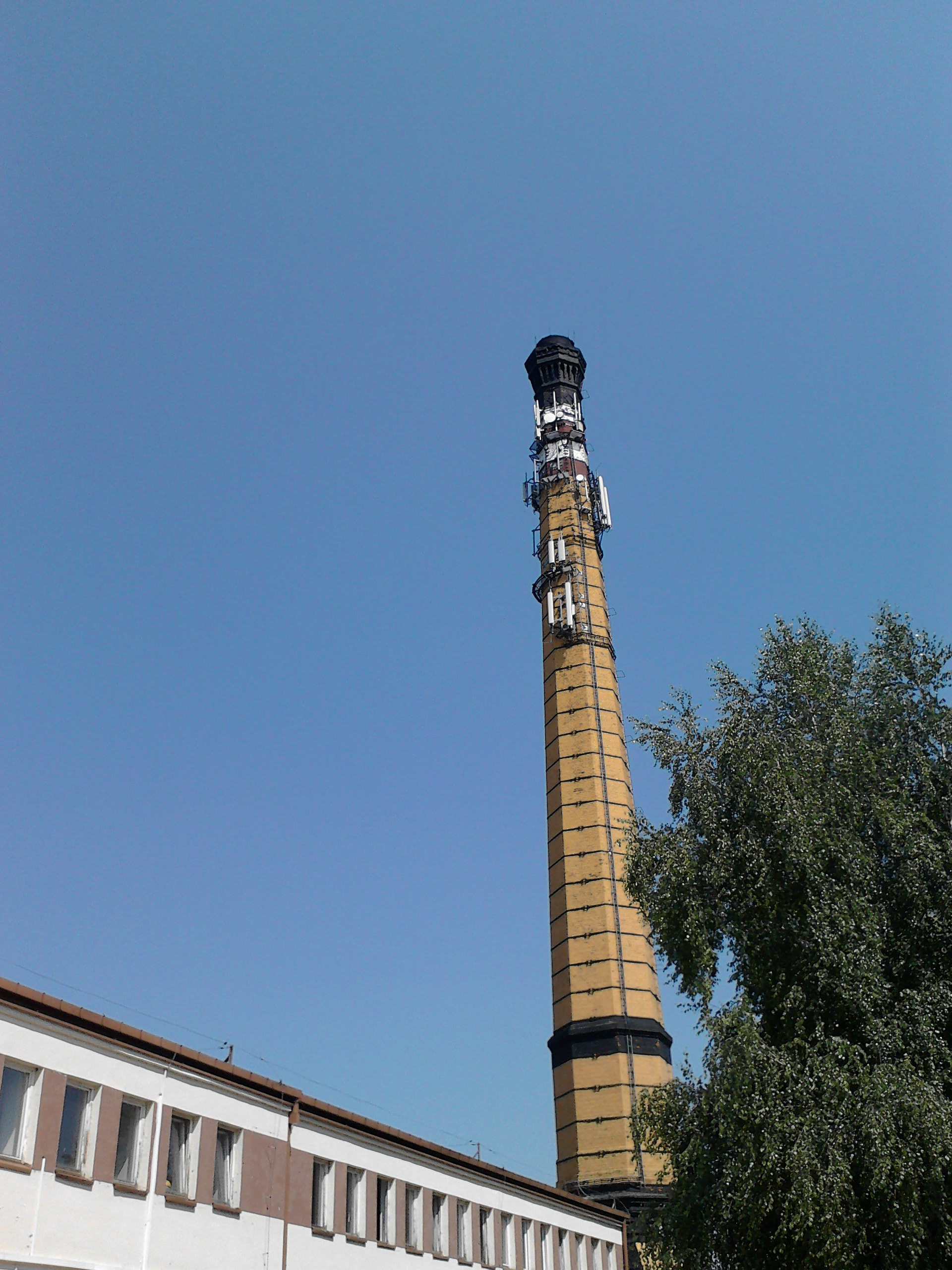

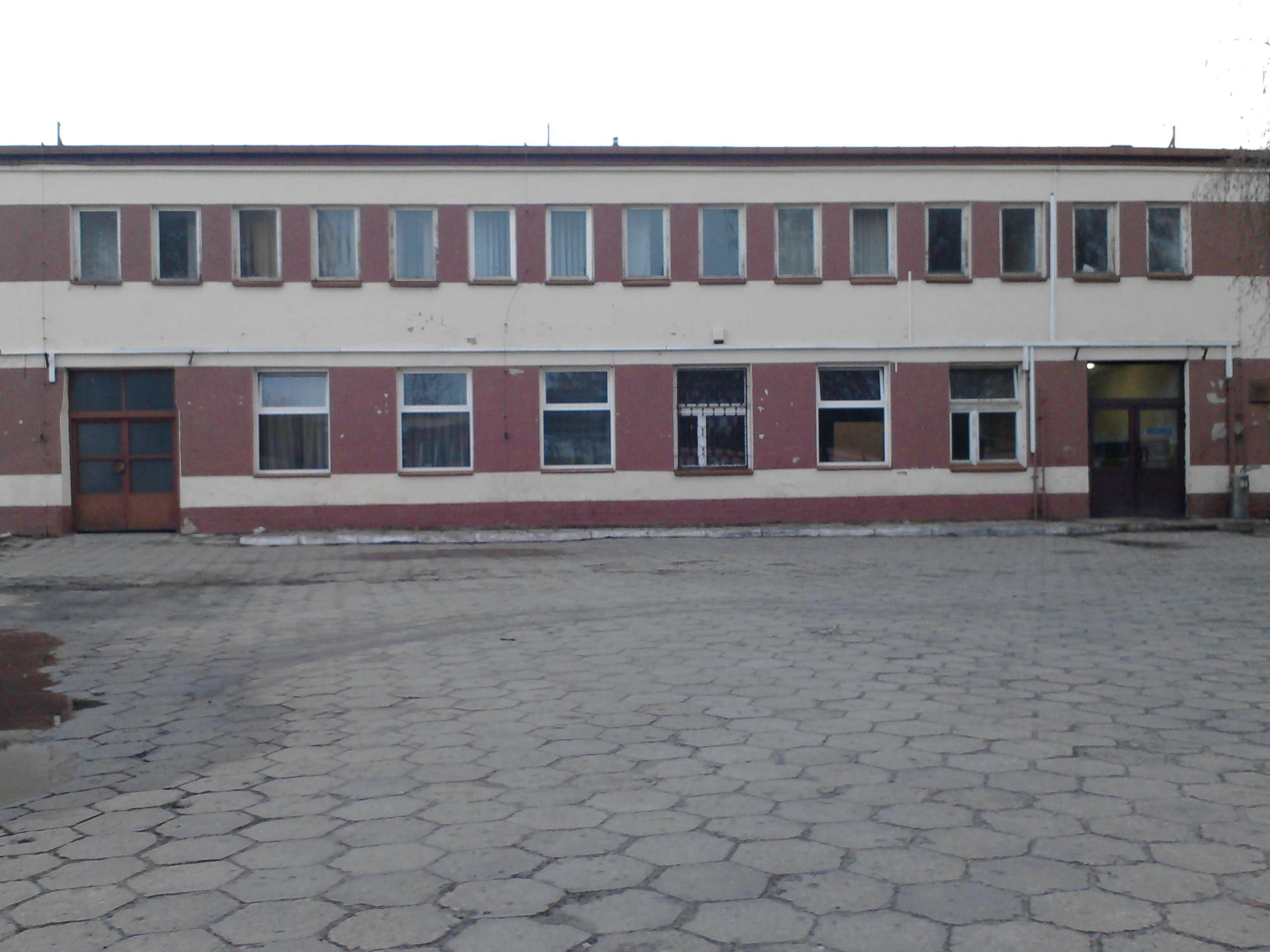
biurowiec
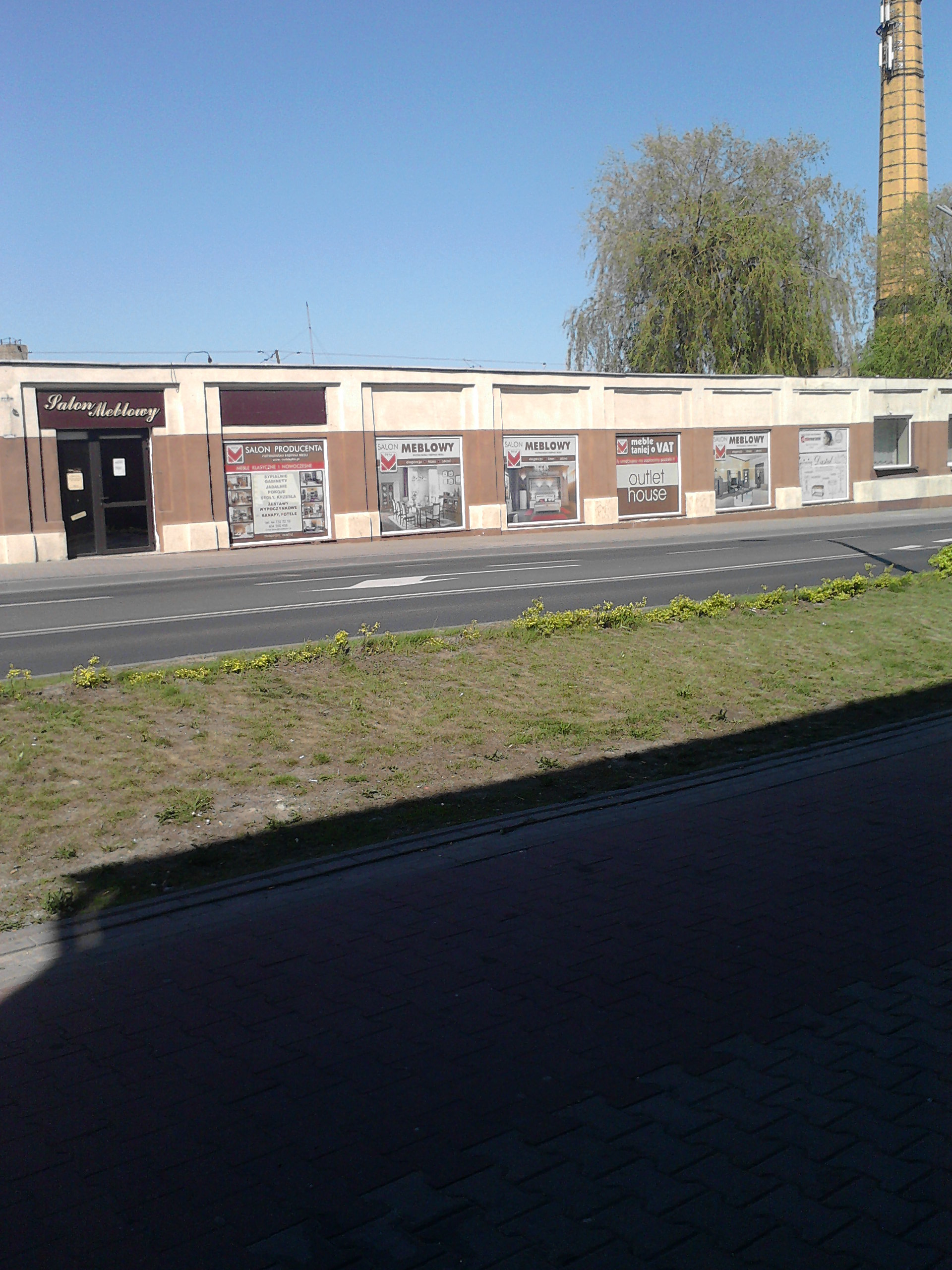
salon meblowy